# 국제 빈곤 퇴치의 날
국제 빈곤 퇴치 날(International Day for the Eradication of Poverty)은 전 세계에 걸쳐 10월 17일에 기념한다. 1992년 10월 17일에 유엔에 의해 공인되었지만, 앞서 1987년 프랑스 파리의 트로카데로 인권과 자유의 광장에서 빈곤, 기아, 폭력의 희생자 100,000명이 모여 첫 번째 행사를 기념하였다.